# Полярний експрес (роман)
«Полярний експрес» — дитяча книжка, написана та проілюстрована Крісом Ван Олсбургом і опублікована Хоутоном Міффліном у 1985 році. Зараз ця книга вважається класичною різдвяною історією для дітей.  За цю роботу Ван Оллсбург отримав щорічну медаль Калдекотта за ілюстрації американської дитячої книжки з картинками в 1986 році, другу після Джуманджі.
Дія книги частково розгортається в американському Гранд-Рапідсі, штат Мічиган, рідному місті автора, і частково натхненна спогадами Ван Олсбурга про відвідування універмагів Герпольсгаймера та Вюрцбурга в дитинстві. У 2004 році сюжет книги використали творці однойменного фільму, номінований на «Оскар» з Томом Генксом у головній ролі та режисером Робертом Земекісом. Ван Олсбург виступив виконавчим продюсером фільму.

## Короткий зміст сюжету
Головний герой роману — хлопчик років десяти, чиє ім'я не розголошується. У ніч напередодні Різдва він збирається заснути у своєму ліжку, але все чекає на звук дзвіночків саней Санта Клауса. Згодом його будить звук поїзда. На свій подив, він виявляє, що потяг чекає на нього поряд з будинком. У вікні поїзда він бачить провідника. Хлопчик біжить вниз і виходить на вулицю. Провідник пояснює, що поїзд називається «Полярний експрес» і прямує до Північного полюса . Потім хлопець сідає в поїзд, наповнений багатьма іншими дітьми в піжамах, яким персонал потягу подає гарячий шоколад .
Полярний експрес мчить на північ повз міста та села, через тайгу та арктичні гори, але ніде не зупиняється. Коли поїзд прибув на Північний полюс, провідник пояснює, що Санта вибере одного з дітей, щоб подарувати перший подарунок на Різдво.
Хлопчик та інші діти бачать тут тисячі ельфів, які зібралися в центрі міста, щоб допомогти Санта-Клаусу вирушити в дорогу. Санта обирає саме хлопчика, щоб дати йому перший різдвяний подарунок. Розуміючи, що можна обрати що завгодно на світі, хлопець просить дзвіночок з однієї з оленячих упряжок. Хлопчик кладе цей дзвіночок у кишеню свого халата, і всі діти дивляться, як Санта летить у ніч для своїх щорної доставки подарунків.
Пізніше, під час повернення поїздом додому, хлопець виявляє, що дзвіночок випав крізь дірку в кишені його халату. Хлопець приходить додому і йде до своєї спальні, провідник вітає його з Різдвом, а потяг мчить далі. Різдвяного ранку його сестра Сара знаходить маленький пакунок для хлопчика під ялинкою, позаду всіх інших подарунків. Хлопчик відкриває коробку й виявляє, що в ній дзвіночок, який приніс Санта разом із запискою, у якій пояснюється, що він знайшов його на сидінні своїх саней. Коли хлопець дзвонить у дзвіночок, він і його сестра дивуються чудовій мелодії. Його батьки, однак, не можуть її почути і зауважують, що його треба розбити. Книга закінчується таким рядком:
Колись більшість моїх друзів чули такий дзвіночок, але з роками він замовк для всіх. Одного Різдва навіть Сара виявила, що більше не чує його солодкого звуку. Хоч я й постарів, але дзвін досі дзвонить мені, як і всім, хто справді вірує..

## Ідея книги
Ван Олсбург написав своє оповідання на уявному образі дитини, яка блукала в лісі туманної ночі й дивувалася, куди прямує потяг.
На прем'єрі фільму Ван Олсбург заявив, що для створення сюжету твору він взяв за основу Pere Marquette 1225 — паровоз Berkshire класу N1 2-8-4, який раніше належав Університету штату Мічиган, а зараз належить Інституту паровозів у Овоссо, штат Мічиган. У дитинстві Вану вдалося погратися з таким іграшковим паровозом, коли він був на виставці, і його зачарувало число 1225, яке для нього означало день Різдва 12/25 (25 грудня). Для створення анімаційного зображення паровоза використовувався справжній Pere Marquette 1225.
Паровоз Pere Marquette 1225 має висоту понад 4,4 метри та майже 31 метр у довжину і важить 400 тонн. Це один із найбільших паровозів, що діють у США.
Усі звуки локомотивів були записані з 1225 у 2002 році. Єдиним винятком із цього є свисток, який був записаний із залізниці Сьєрра № 3 .

## Реакція
У 1986 році книгу "Полярний експрес " нагороджено медаллю Калдекотта. Вона потрапила до списку бестселерів New York Times. До 1989 року було продано мільйон примірників — щороку більше, ніж минулого — і книга входила до списку бестселерів чотири роки поспіль.
На основі онлайн-опитування 2007 року Національна асоціація освіти включила книгу до списку «100 найкращих дитячих книжок». У 2012 році вона була однією з «100 найкращих книжок з малюнками» за опитуванням School Library Journal .

## Екранізація
«Полярний експрес» — американський комп'ютерний анімаційний фільм 2004 року, знятий за мотивами цієї книги. У фільмі, написаному, зпродюсованому та зрежисерованому Робертом Земекісом, представлені персонажі, анімовані за допомогою техніки захоплення живої дії.
У фільмі зіграли Деріл Сабара, Нона Гей, Джиммі Беннетт, Майкл Джетер, Едді Дізен та Том Генкс . Уперше фільм вийшов одночасно у звичайний прокат та в кінотеатрах IMAX 3D 10 листопада 2004 року та зібрав 307 мільйонів доларів у всьому світі.

## Залізничні тури
За мотивами книги та фільму "Полярний експрес " створені реальні туристичні поїздки поїздом по Сполучених Штатах Америки, Канаді та Великій Британії . Ці поїздки обслуговуються кількома різними компаніями, зокрема залізницею Гранд-Каньйон, залізницею Грейт-Смокі-Маунтінс, залізницею штату Техас, Інститутом парових залізниць в Овоссо, штат Мічиган, залізницею Веллі в Коннектикуті, Залізницею Західного Меріленда в Фростбурзі, штат Меріленд тощо. Починаючи з 2016 року, британська компанія Telford Steam Railway запропонувала поїздку на паровозі Polar Express.
Подорож до «Північного полюсу» в обидва кінці передбачає перегляд музичної вистави, а також одержання гарячого какао та печива від різдвяних персонажів, таких як Санта-Клаус та місіс Клаус. У деяких місцях гостям пропонується одягнути піжами, схожі на одяг персонажів книги.